# Robert Mambo Mumba
Robert Mambo George Randu Mumba (Mombasa, 25 de outubro de 1973) é um ex-futebolista profissional queniano que atua como meia.

## Carreira
Robert Mambo Mumba representou o elenco da Seleção Queniana de Futebol no Campeonato Africano das Nações de 2004.